# والس در لا بمل ماژور

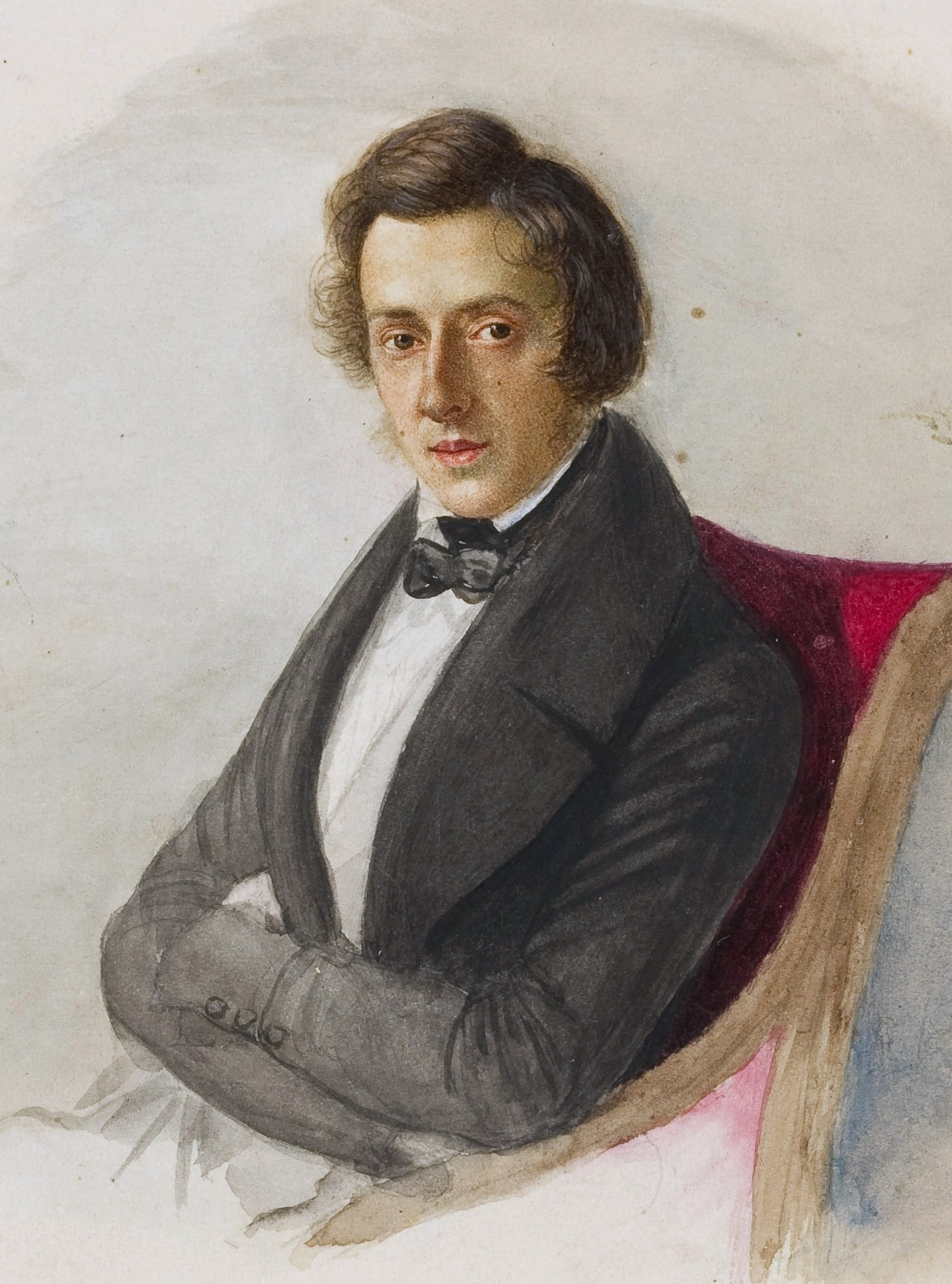
شوپن، ۱۸۳۵

والس در لا بمل ماژور شماره اثر ۴۲، یک والس پرجنب‌وجوش است که توسط فردریک شوپن در سال ۱۸۴۰ ساخته شده‌است. 